# Venusia rala
Venusia rala là một loài bướm đêm trong họ Geometridae.